# Nikola Tulimirović
Nikola Tulimirović (en serbe cyrillique : Никола Тулимировић ; né le 1er janvier 1981) est un homme politique serbe. Il est président du parti Aucune des réponses proposées (NOPO) et député à l'Assemblée nationale de la république de Serbie.

## Parcours
Lors des élections législatives serbes de 2012, Nikola Tulimirović dirige la liste du NOPO. La liste recueille 22 905 voix, soit 0,59 % des suffrages. Tulimirović devient député à l'Assemblée nationale de la république de Serbie au titre de la représentation des minorités nationales.
À l'assemblée, il est inscrit au groupe parlementaire des députés indépendants.